# Les paroles restent
Les paroles restent est une pièce de théâtre, comédie dramatique en trois actes de Paul Hervieu, représentée pour la première fois au Théâtre du Vaudeville le 17 novembre 1892.

## Résumé
- Acte I : Le marquis de Nohan est amoureux de Régine de Vesles. Mais il a, jadis, fait courir le bruit que Régine, orpheline, aurait eu des relations coupables avec le baron Missen. Régine ne se doute pas que ces bruits ont fait échouer plusieurs de ses projets de mariage. Elle accueille favorablement les nouveaux sentiments du marquis et l'encourage à fréquenter la demeure des Ligueil, qui l'ont recueillie.
- Acte II : Nohan se décide à révéler à Régine les graves torts qu'il a eus envers elle. Régine indignée s'en ouvre à Missen. Nohan et Missen se battront donc en duel.
- Acte III : Nohan, blessé, en danger de mort, veut épouser Régine dans l'urgence pour lui assurer sa fortune. Régine, qui l'aime et lui a pardonné, accepte. À ce moment, tous deux entendent à quelque distance leurs amis et amies, venus aux nouvelles et qui ne se sachant pas écoutés, évoquent de nouveau les bruits calomnieux répandus sur Régine. Nohan se lève pour leur avouer son méfait, mais sa blessure se rouvre, il tombe mort.

## Distribution
| Acteurs et actrices ayant créé les rôles |                    |
| Personnage                               | Acteur ou actrice  |
| Le marquis de Nohan                      | Pierre Berton      |
| Le Comte de Ligueil                      | Candé              |
| Le Baron Missen                          | Valbel             |
| Le docteur Dubois du Cher                | Lagrange           |
| Hermann                                  | Pierre Achard      |
| Saint Chef                               | Berny              |
| Bernard                                  | Godefroy           |
| Un domestique                            | Debellocq          |
| Régine de Vesles                         | Marthe Brandès     |
| Madame de Maudre                         | Madeleine Verneuil |
| Comtesse de Ligueil                      | Marie Sanlaville   |
| Madame de Sabecourt                      | Alice Nory         |
| Lady Bristol                             | Suzanne Avril      |